# Iceland International 2019
Die Iceland International 2019 im Badminton fanden vom 24. bis zum 27. Januar 2019 in der TBR-Halle in Reykjavík statt.

## Sieger und Platzierte
| Disziplin    | Gold                                           | Silber                                    | Bronze                                    |
| ------------ | ---------------------------------------------- | ----------------------------------------- | ----------------------------------------- |
| Herreneinzel | Mikkel Enghøj                                  | Kasper Lehikoinen                         | Julien Carraggi                           |
| Herreneinzel | Mikkel Enghøj                                  | Kasper Lehikoinen                         | Manuel Vázquez                            |
| Dameneinzel  | Ayla Huser                                     | Abigail Holden                            | Rebecca Kuhl                              |
| Dameneinzel  | Ayla Huser                                     | Abigail Holden                            | Pamela Reyes                              |
| Herrendoppel | Bruno Carvalho Tomas Nero                      | Mads Marum Mattias Xu                     | Jonas Baldursson Daniel Johannesson       |
| Herrendoppel | Bruno Carvalho Tomas Nero                      | Mads Marum Mattias Xu                     | William Jones Ethan van Leeuwen           |
| Damendoppel  | Abigail Holden Sian Kelly                      | Sigríður Árnadóttir Margrét Jóhannsdóttir | Asmita Chaudhari Annie Lado               |
| Damendoppel  | Abigail Holden Sian Kelly                      | Sigríður Árnadóttir Margrét Jóhannsdóttir | Solvår Flåten Jørgensen Natalie Syvertsen |
| Mixed        | Kristófer Darri Finnsson Margrét Jóhannsdóttir | Ethan van Leeuwen Annie Lado              | William Jones Asmita Chaudhari            |
| Mixed        | Kristófer Darri Finnsson Margrét Jóhannsdóttir | Ethan van Leeuwen Annie Lado              | Magnus Christensen Natalie Syvertsen      |

## Ergebnisse

### Herreneinzel Qualifikation
- Andreas Hoffmann –  Simon Orri Johannsson: 21-12 / 21-9
- Alexander Jackson –  Eysteinn Hognason: 21-15 / 21-18
- Jonas Baldursson –  Edgars Vaivads: 21-12 / 21-7
- Frederik Elsner –  Brynjar Mar Ellertsson: 21-16 / 21-8
- Jens-Frederik Nielsen –  Robert Ingi Huldarsson: 21-18 / 21-17
- David Orn Hardarson –  Harry Huang: w.o.
- Markus Barth –  Eidur Isak Broddason: 21-19 / 21-9
- Andreas Hoffmann –  Janis Vaivads: 21-13 / 21-5
- Alexander Jackson –  Einar Sverrisson: 21-15 / 21-10
- David Orn Hardarson –  Bjarni Thor Sverrisson: 21-19 / 21-19
- Jack Taylor –  Jonas Baldursson: 16-21 / 21-9 / 21-8
- Frederik Elsner –  Elis Thor Dansson: 21-16 / 21-12
- Jens-Frederik Nielsen –  Sigurdur Edvard Olafsson: 21-13 / 21-6
- Mads Marum –  Andri Broddason: 21-13 / 21-18

### Herreneinzel
- Kári Gunnarsson –  Toke Ketwa-Driefer: 21-7 / 21-9
- Mikkel Enghøj –  Toby Leung: 21-9 / 21-3
- Luke Pearce –  David Orn Hardarson: 21-3 / 21-5
- Frederik Elsner –  Timo Stoffelen: 21-18 / 22-20
- Manuel Vázquer –  David Walsh: 18-21 / 21-15 / 21-15
- Peter Roenn Stensaeth –  Mads Marum: 21-12 / 21-13
- Felix Hammes –  Bruno Carvalho: 18-21 / 21-19 / 21-15
- Robert Thor Henn –  Alexander Jackson: 21-6 / 21-18
- Kasper Lehikoinen –  Nicholas Waller: 21-5 / 21-12
- Andreas Hoffmann –  Andis Berzins: 22-20 / 21-8
- Kristófer Darri Finnsson –  Matthew Abela: 21-17 / 21-15
- Markus Barth –  Oswald Fung: 21-15 / 17-21 / 21-9
- Julien Carraggi –  Andreas Ioannou: 21-11 / 21-6
- Mattias Xu –  Daniel Johannesson: 21-14 / 16-21 / 21-19
- Cristian Savin –  Jack Taylor: 20-22 / 21-10 / 21-8
- Jens-Frederik Nielsen –  George Erotokritou: w.o.
- Mikkel Enghøj –  Kári Gunnarsson: 19-21 / 21-16 / 21-16
- Luke Pearce –  Frederik Elsner: 21-16 / 21-16
- Manuel Vázquer –  Jens-Frederik Nielsen: 21-16 / 21-15
- Peter Roenn Stensaeth –  Felix Hammes: 21-17 / 21-18
- Kasper Lehikoinen –  Robert Thor Henn: 21-16 / 21-16
- Andreas Hoffmann –  Kristófer Darri Finnsson: 11-21 / 21-15 / 21-19
- Julien Carraggi –  Markus Barth: 21-19 / 21-17
- Cristian Savin –  Mattias Xu: 22-20 / 21-18
- Mikkel Enghøj –  Luke Pearce: 21-7 / 21-16
- Manuel Vázquer –  Peter Roenn Stensaeth: 17-21 / 21-13 / 21-17
- Julien Carraggi - Cristian Savin: 21-18 / 21-10
- Kasper Lehikoinen –  Andreas Hoffmann: w.o.
- Mikkel Enghøj –  Manuel Vázquer: 21-18 / 21-17
- Kasper Lehikoinen –  Julien Carraggi: 21-12 / 21-16
- Mikkel Enghøj –  Kasper Lehikoinen: 21-19 / 21-17

### Dameneinzel Qualifikation
- Sofia Macsali –  Bjork Orradottir: 21-9 / 21-7
- Pamela Reyes –  Catarina Cristina: 21-11 / 21-5
- Lena Germann –  Ragnheidur Birna Ragnarsdottir: 21-10 / 21-7
- Sofia Macsali –  Arina Babre: 21-6 / 21-3
- Pamela Reyes –  Pilunnguaq Hegelund: 21-3 / 21-4
- Lena Germann –  Juliana Karitas Johannsdottir: 21-15 / 21-9
- Diana Baltina –  Karolina Prus: w.o.

### Dameneinzel
- Ronja Stern –  Solrun Anna Ingvarsdottir: 21-7 / 21-11
- Amy Hayhoe –  Sofia Macsali: 21-14 / 16-21 / 21-13
- Vlada Ginga –  Lauren Middleton: 21-15 / 21-23 / 21-15
- Pamela Reyes –  Emilia Petersen Norberg: 21-3 / 21-10
- Abigail Holden –  Jekaterina Romanova: 21-19 / 21-17
- Sigríður Árnadóttir –  Claudia Leal: 21-16 / 21-18
- Elisa Wiborg –  Diana Baltina: 21-8 / 21-9
- Ashwathi Pillai –  Helis Pajuste: 21-6 / 21-16
- Liana Lencevica –  Anna Alexandra Petersen: 21-9 / 21-9
- Ella Soderstrom –  Lilit Poghosyan: 21-13 / 21-17
- Una Berga –  Halla Maria Gustafsdottir: 21-13 / 21-10
- Rebecca Kuhl –  Sara Lindskov Jacobsen: 21-15 / 21-19
- Emilie Hamang - Elena-Alexandra Diordiev: 21-13 / 21-18
- Basia Grodynska –  Karolina Prus: 21-9 / 21-16
- Emily Beach –  Þórunn Eylands: 23-21 / 21-18
- Ayla Huser –  Lena Germann: 21-15 / 21-3
- Ronja Stern –  Amy Hayhoe: 23-21 / 21-7
- Pamela Reyes - Vlada Ginga: 21-12 / 21-13
- Abigail Holden –  Sigríður Árnadóttir: 21-8 / 21-7
- Ashwathi Pillai –  Elisa Wiborg: 21-12 / 21-9
- Ella Soderstrom –  Liana Lencevica: 21-14 / 21-11
- Rebecca Kuhl –  Una Berga: 24-26 / 21-16 / 21-19
- Emilie Hamang –  Basia Grodynska: 21-14 / 21-17
- Ayla Huser –  Emily Beach: 21-17 / 21-11
- Pamela Reyes –  Ronja Stern: 15-21 / 21-13 / 23-21
- Abigail Holden –  Ashwathi Pillai: 22-20 / 19-21 / 21-18
- Rebecca Kuhl –  Ella Soderstrom: 21-19 / 23-21
- Ayla Huser –  Emilie Hamang: 21-15 / 21-17
- Abigail Holden –  Pamela Reyes: 21-16 / 21-15
- Ayla Huser –  Rebecca Kuhl: 21-14 / 12-7 Ret.
- Ayla Huser –  Abigail Holden: 16-21 / 24-22 / 21-6

### Herrendoppel
- Elis Thor Dansson /  Simon Orri Johannsson –  George Erotokritou /  Andreas Ioannou: 5-1 Ret.
- Jonas Baldursson /  Daniel Johannesson –  Sturla Flaten Jorgensen /  Carl Christian Mork: 21-18 / 21-19
- Magnus Christensen /  Peter Roenn Stensaeth –  Robert Ingi Huldarsson /  Sigurdur Edvard Olafsson: 22-20 / 21-16
- Bruno Carvalho /  Tomas Nero –  Eidur Isak Broddason /  Robert Thor Henn: 21-15 / 22-20
- Toby Leung /  Jack Taylor –  Andri Broddason /  Einar Sverrisson: 21-14 / 21-8
- Elis Thor Dansson /  Simon Orri Johannsson –  David Orn Hardarson /  Bjarni Thor Sverrisson: 21-14 / 21-5
- Mads Marum /  Mattias Xu –  Frederik Elsner /  Jens-Frederik Nielsen: 21-16 / 21-16
- William Jones /  Ethan van Leeuwen –  Brynjar Mar Ellertsson /  Eysteinn Hognason: 21-14 / 21-13
- Davíð Bjarni Björnsson /  Kristófer Darri Finnsson –  Manuel Vázquer /  Alberto Zapico: 21-16 / 21-17
- Jonas Baldursson /  Daniel Johannesson –  Magnus Christensen /  Peter Roenn Stensaeth: 16-21 / 21-15 / 21-14
- Bruno Carvalho /  Tomas Nero –  Toby Leung /  Jack Taylor: 21-9 / 21-10
- Mads Marum /  Mattias Xu –  Elis Thor Dansson /  Simon Orri Johannsson: 21-13 / 21-15
- William Jones /  Ethan van Leeuwen –  Davíð Bjarni Björnsson /  Kristófer Darri Finnsson: 21-17 / 21-17
- Bruno Carvalho /  Tomas Nero –  Jonas Baldursson /  Daniel Johannesson: 21-14 / 20-22 / 21-17
- Mads Marum /  Mattias Xu –  William Jones /  Ethan van Leeuwen: 12-21 / 22-20 / 21-19
- Bruno Carvalho /  Tomas Nero –  Mads Marum /  Mattias Xu: 21-13 / 21-11

### Damendoppel
- Solvår Flåten Jørgensen /  Natalie Syvertsen –  Þórunn Eylands /  Erla Björg Hafsteinsdóttir: 22-20 / 21-14
- Kiara Henry /  Pamela Reyes –  Bjork Orradottir /  Ragnheidur Birna Ragnarsdottir: 21-4 / 21-6
- Liana Lencevica /  Jekaterina Romanova –  Solrun Anna Ingvarsdottir /  Una Hrund Orvar: 21-9 / 21-16
- Abigail Holden /  Sian Kelly –  Halla Maria Gustafsdottir /  Juliana Karitas Johannsdottir: 21-9 / 21-6
- Lauren Middleton /  Sarah Sidebottom –  Pilunnguaq Hegelund /  Sara Lindskov Jacobsen: 21-16 / 21-15
- Sigríður Árnadóttir /  Margrét Jóhannsdóttir –  Sofia Macsali /  Emilia Petersen Norberg: 21-11 / 12-21 / 21-17
- Basia Grodynska /  Amy Hayhoe –  Anna Alexandra Petersen /  Karolina Prus: 21-11 / 21-10
- Asmita Chaudhari /  Annie Lado –  Claudia Leal /  Lorena Uslé: 21-15 / 21-16
- Solvår Flåten Jørgensen /  Natalie Syvertsen –  Kiara Henry /  Pamela Reyes: 18-21 / 21-15 / 21-15
- Abigail Holden /  Sian Kelly –  Liana Lencevica /  Jekaterina Romanova: 21-15 / 21-16
- Sigríður Árnadóttir /  Margrét Jóhannsdóttir –  Lauren Middleton /  Sarah Sidebottom: 16-21 / 21-12 / 21-19
- Asmita Chaudhari /  Annie Lado –  Basia Grodynska /  Amy Hayhoe: 21-15 / 17-21 / 21-18
- Abigail Holden /  Sian Kelly –  Solvår Flåten Jørgensen /  Natalie Syvertsen: 21-15 / 21-13
- Sigríður Árnadóttir /  Margrét Jóhannsdóttir –  Asmita Chaudhari /  Annie Lado: 14-21 / 21-14 / 21-16
- Abigail Holden /  Sian Kelly –  Sigríður Árnadóttir /  Margrét Jóhannsdóttir: 23-21 / 21-18

### Mixed
- William Jones /  Asmita Chaudhari –  Jonas Baldursson /  Juliana Karitas Johannsdottir: 21-11 / 21-9
- Davíð Bjarni Björnsson /  Erla Björg Hafsteinsdóttir –  Markus Barth /  Emilia Petersen Norberg: 16-21 / 21-13 / 21-15
- Kristófer Darri Finnsson /  Margrét Jóhannsdóttir –  Sturla Flaten Jorgensen /  Emilie Hamang: 21-18 / 21-16
- Jack Taylor /  Kiara Henry –  Robert Thor Henn /  Þórunn Eylands: 21-16 / 19-21 / 21-17
- Matthew Abela /  Lilit Poghosyan –  Sigurdur Edvard Olafsson /  Solrun Anna Ingvarsdottir: 21-17 / 21-19
- Ethan van Leeuwen /  Annie Lado –  Andis Berzins /  Una Berga: 21-12 / 21-11
- Manuel Vázquer /  Sofia Macsali –  Eysteinn Hognason /  Anna Alexandra Petersen: 21-6 / 21-12
- Toke Ketwa-Driefer /  Pilunnguaq Hegelund –  Brynjar Mar Ellertsson /  Ragnheidur Birna Ragnarsdottir: 21-11 / 21-13
- Felix Hammes /  Lena Germann –  Andri Broddason /  Karolina Prus: 21-9 / 21-6
- Tomas Nero /  Catarina Cristina –  Eidur Isak Broddason /  Halla Maria Gustafsdottir: 21-13 / 21-16
- Einar Sverrisson /  Bjork Orradottir –  Harry Huang /  Sian Kelly: w.o.
- William Jones /  Asmita Chaudhari –  Alberto Zapico /  Lorena Uslé: 21-17 / 21-14
- Davíð Bjarni Björnsson /  Erla Björg Hafsteinsdóttir –  Robert Ingi Huldarsson /  Una Hrund Orvar: 21-17 / 21-14
- Kristófer Darri Finnsson /  Margrét Jóhannsdóttir –  Carl Christian Mork /  Solvår Flåten Jørgensen: 21-14 / 21-12
- Jack Taylor /  Kiara Henry –  Matthew Abela /  Lilit Poghosyan: 21-19 / 21-23 / 21-17
- Ethan van Leeuwen /  Annie Lado –  Einar Sverrisson /  Bjork Orradottir: 21-12 / 21-8
- Daniel Johannesson /  Sigríður Árnadóttir –  Manuel Vázquer /  Sofia Macsali: 13-21 / 21-18 / 21-13
- Felix Hammes /  Lena Germann –  Toke Ketwa-Driefer /  Pilunnguaq Hegelund: 21-9 / 21-10
- Magnus Christensen /  Natalie Syvertsen –  Tomas Nero /  Catarina Cristina: 21-19 / 21-16
- William Jones /  Asmita Chaudhari –  Davíð Bjarni Björnsson /  Erla Björg Hafsteinsdóttir: 21-15 / 21-19
- Kristófer Darri Finnsson /  Margrét Jóhannsdóttir –  Jack Taylor /  Kiara Henry: 21-17 / 21-16
- Ethan van Leeuwen /  Annie Lado –  Daniel Johannesson /  Sigríður Árnadóttir: 21-11 / 21-17
- Magnus Christensen /  Natalie Syvertsen –  Felix Hammes /  Lena Germann: 21-13 / 21-11
- Kristófer Darri Finnsson /  Margrét Jóhannsdóttir –  William Jones /  Asmita Chaudhari: 19-21 / 21-9 / 21-15
- Ethan van Leeuwen /  Annie Lado –  Magnus Christensen /  Natalie Syvertsen: 21-13 / 21-13
- Kristófer Darri Finnsson /  Margrét Jóhannsdóttir –  Ethan van Leeuwen /  Annie Lado: 21-13 / 21-18